# Henri Kantonen
Henri Mikael Kantonen (Helsinki, 20 agosto 1997) è un cestista finlandese.

## Carriera
Con la Finlandia ha disputato i Campionati europei del 2022.

## Palmarès
- Campionato finlandese: 2

Kauhajoen Karhu: 2017-18, 2021-22
- Coppa di Finlandia: 1

Vilpas Vikings: 2019